# HTC One
HTC One — серия смартфонов производства HTC, которое начато с начала выхода 2012 года вместе с моделями HTC One V, HTC One S, HTC One X и HTC One XL на базе Sense 4.0. В конце концов последним поколением линейки One оказалась модель HTC One (ME) с Sense 7.0 на борту.
Модельный ряд в настоящее время представлен несколькими такими представителями:
- HTC One V
- HTC One S в обычной и азиатской версиях
- HTC One X: HTC One XL, HTC Evo 4G LTE и североамериканская версия,
- HTC One X+
- HTC One (M7)
- HTC One (M7c)
- HTC One SV
- Для китайского рынка SC, VC и XC с одновременной поддержкой GSM и CDMA
- HTC One (M7) Dualsim
- HTC One Mini (M4
- HTC One Max
- HTC One (M8)
- HTC One (M8) Dualsim
- HTC One (M8) for Windows
- HTC One (M8) Harman Cardon Edition
- HTC One (M8i)
- HTC One (M8t)
- HTC One (M8s)
- HTC One Mini 2 (M5)
- HTC One (E8)
- HTC One (M9)
- HTC One (M9+)
- HTC One (E9)
- HTC One (E9+)
- HTC One (ME)
- HTC One A9

## Сравнение
В этой таблице показаны различия пяти моделей «One»:
|                  | HTC One V                                                                                | HTC One S                                               | HTC One X | HTC One X+                                               | HTC One |                                                                               |
| ---------------- | ---------------------------------------------------------------------------------------- | ------------------------------------------------------- | --- | -------------------------------------------------------- | --- | ----------------------------------------------------------------------------- |
| Размеры          | 120.3 × 59,7 × 9.24 мм                                                                   | 130.9 × 65 × 7.8 мм                                     | 134.36 × 69,9 × 8.9 мм | 134.36 × 69,9 × 8.9 мм                                   | 137.4 x 68.2 x 9.3мм/4мм мм |                                                                               |
| Вес              | 115 граммов (с аккумулятором)                                                            | 119.5 граммов (с аккумулятором)                         | 130 граммов (с аккумулятором) | 135 граммов (с аккумулятором)                            | 143 грамм (с аккумулятором) (версия HTC One dual SIM весит 156 граммов) |                                                                               |
| Дисплей          | 3.7-дюймовый WVGA (480×800) ёмкостный экран                                              | 4.3-дюймовый qHD (540×960) Super AMOLED ёмкостный экран | 4.7-дюймовый HD (720×1280) Super LCD2 ёмкостный экран                                                                                            | 4.7-дюймовый HD (720×1280) Super LCD2 ёмкостный экран    | 4.7-дюймовый сенсорный экран с Full HD Super LCD3 (1080×1920) Gorilla Glass 3 | 4.7-дюймовый сенсорный экран с Full HD Super LCD3 (1080×1920) Gorilla Glass 3 |
| Процессор        | 1 GHz одноядерный Qualcomm Snapdragon S2 MSM8255                                         | 1.5 GHz двухъядерный Qualcomm Snapdragon S4 MSM8260A    | 1.5 GHz четырёхъядерный Nvidia Tegra 3 (всемирная версия) 1.5 GHz двухъядерный Qualcomm Snapdragon S4 MSM8960 (LTE версия — США и другие страны) | 1.7 GHz четырёхъядерный Nvidia Tegra 3                   | 1.9 GHz четырёхъядерный Qualcomm Snapdragon 600 |                                                                               |
| Память           | 512 МБ                                                                                   | 1 ГБ                                                    | 1 ГБ | 1 ГБ                                                     | 2 ГБ |                                                                               |
| Хранилище        | 4 ГБ Слот расширения: карта памяти microSD (совместим с SD 2.0)                          | 16 ГБ                                                   | 32 ГБ (16 ГБ для версии LTE) | 64 ГБ                                                    | 32/64 ГБ |                                                                               |
| 2G GSM/GPRS/EDGE | 850/900/1800/1900 МГц GSM/GPRS/EDGE                                                      | 850/900/1800/1900 МГц GSM/GPRS/EDGE                     | 850/900/1800/1900 МГц GSM/GPRS/EDGE | 850/900/1800/1900 МГц GSM/GPRS/EDGE                      | 850/900/1800/1900 МГц GSM/GPRS/EDGE |                                                                               |
| 3G HSPA/WCDMA    | 850/900/1900/2100 МГц                                                                    | 850/900/1700 (только США)/2100 МГц                      | 850/900/1900/2100 МГц | 850/900/1900/2100 МГц                                    | WCDMA: 900/1900/2100 МГц LTE: 800/1800/2600 МГц |                                                                               |
| Сенсоры          | Proximity, Ambient Light и G-Sensor                                                      | плюс акселерометр                                       | плюс акселерометр | плюс акселерометр                                        | Гироскоп, Акселерометр, Датчик положения в пространстве, Датчик освещённости |                                                                               |
| Соединения       | Wi-Fi: 802.11b/g/n, Wi-Fi hotspot Без DLNA Стандартный 5-контактный micro USB 2.0 только | плюс MHL для соединения USB и HDMI                      | плюс 802.11a | плюс 802.11a                                             | Аудио-разъем 3,5 мм, NFC-совместимый, Bluetooth 4.0 c поддержкой aptX, Wi-Fi: IEEE 802.11 a/b/g/n/ac, DLNA для беспроводной передачи потокового видео на ТВ-приёмники или компьютер, Настраиваемый инфракрасный пульт дистанционного управления, Разъём micro-USB 2.0 (5-контактный) для заряда батареи, а также с поддержкой стандарта MHL для передачи HD Video через USB или HDMI (Для HDMI требуется специальный кабель) |                                                                               |
| Камера           | 5 МП 720p HD запись видео Без фронтальной камеры                                         | 8 МП 1080p HD запись видео плюс VGA фронтальная камера  | также как и в One S, но с VGA фронтальной камерой 1.3 МП                                                                                         | также как и в One X, но с VGA фронтальной камерой 1.6 МП | 4 МП(Ультрапиксели) 1080p (Full HD) запись видео HDR Video фронтальная камера 2.1 МП |                                                                               |
| Аккумулятор      | 1500 мАч                                                                                 | 1650 мАч                                                | 1800 мАч | 2100 мАч                                                 | 2600 мАч |                                                                               |